# Cesare e Cleopatra
Cesare e Cleopatra (Caesar and Cleopatra) è un film del 1945 diretto da Gabriel Pascal e tratto dall'opera di George Bernard Shaw.
Il film è stato presentato in concorso al Festival di Cannes 1946.

## Trama
La pellicola è ambientata nel 48 a.C. quando Giulio Cesare, dopo l'assassinio di Pompeo, andò in Egitto per punire il re Tolomeo XIII e mettere al trono la regina Cleopatra, con cui ebbe una relazione amorosa e un figlio, il successore di Cleopatra stessa, che verrà chiamato Tolomeo XV, più noto come "Cesarione". A causa di ciò Cesare rimarrà rinchiuso con Cleopatra nel suo palazzo a causa della rivolta del popolo egiziano.

## Produzione
Venne girato nei Denham Studios di Denham nel Buckinghamshire.
Realizzato a colori, è stato il film più costoso prodotto negli studi britannici fino ad allora, la produzione fece portare della vera sabbia egiziana per dare un colore più veritiero.
Anche a causa dei bombardamenti che continuarono per tutto il periodo in cui il film fu girato, la protagonista fu vittima di un aborto.

## Distribuzione
Distribuito dalla Eagle-Lion Distributors Limited, il film venne presentato a Londra l'11 dicembre 1945 e il 14 gennaio 1946, uscendo nelle sale britanniche il 16 settembre 1946. Sempre nel 1946, in settembre, fu presentato in concorso al Festival di Cannes; il 6 settembre uscì anche negli Stati Uniti, distribuito dalla United Artists; il 17 dicembre in Germania, distribuito dalla J. Arthur Rank Film; il 27 dicembre, in Argentina.
La pellicola è stata distribuita nel 1984 in VHS dalla Marquis Video in Canada. Nel 2001, la Video Film Express lo fece uscire sul mercato olandese in DVD mentre, nel 2005, l'Elephant Films lo distribuì in Francia e, nel 2010, l'Eclipse from the Criterion Collection negli Stati Uniti. In Germania, la distribuzione in DVD fu curata nel 2010 dalla Intergroove Media e, nel 2015, dalla Edel Media & Entertainment. Nel 2018, la A&R Productions ha distrubuito, in DVD, un'edizione inglese con sottotitoli italiani.

## Accoglienza

### Incassi
Il film, secondo il saggio specializzato Realism and Tinsel: Cinema and Society in Britain 1939-48 di Robert Murphy, fu una "vera e propria attrazione" per i botteghini del cinema dell'epoca.
Ha guadagnato 1.363.371 dollari negli Stati Uniti e fu uno dei più popolari film britannici mai usciti. Ugualmente, la pellicola ha deluso le aspettative della produzione: il magazine Variety nel mese di ottobre del 1946 ha stimato che il film abbia causato una perdita intorno ai 3 milioni di dollari.

### Critica
Il film ha ottenuto critiche generalmente negative: il New York Times del 6 settembre 1946 giudica il film tedioso, descrivendo in questo modo la sceneggiatura di George Bernard Shaw:
La rivista Variety in una recensione del 31 dicembre 1945 la definisce "una delusione", spiegando che "nonostante la sua magnificenza l'interesse per la storia resti vago."